# Die Suche nach dem wunderbunten Vögelchen
Die Suche nach dem wunderbunten Vögelchen ist ein Kinderbuch von Franz Fühmann, das 1960 in erster Auflage als Band 10 der Reihe Die kleinen Trompeterbücher im Kinderbuchverlag Berlin erschienen ist.

## Handlung
Im Kinderheim „Sonnenschein“ in der kugelrunden Stadt Käsebrot gibt es eine Besonderheit, es ist ein wunderbuntes Vögelchen, das zum Liebling aller Kinder geworden ist, da sein lieblicher Gesang sie in der Frühe aus den Betten weckt, die Blumen um das Heim in allen Farben blühen und den Springbrunnen fröhlich sprudeln lässt. Doch plötzlich verschlafen alle. Entsetzt stellen die Heimkinder fest, dass man ihnen ihr Vögelchen gestohlen hat. Die beiden herbeigerufenen Hauptwachtmeister von der Polizei wissen auch keinen Rat. Gemeinsam mit den beiden Mädchen Bärbel und Sonja sowie dem einfallsreichen Lutz begeben sie sich auf die Suche. Im Nachbarort Butterberg werden sie auf dem Festplatz, auf dem gerade ein Rummel stattfindet, fündig. Nachdem sie zunächst verschiedene unschuldige Personen verdächtigt haben, wird Lutz ungeduldig und setzt die Suche auf eigene Faust fort. Dass er sich dabei in große Gefahr begibt, merkt er erst, als ihn der Zauberer Sassafraß und seine Frau gefangen nehmen. Zum Glück kommen die Polizisten dem Zauberer auf die Schliche und befreien Lutz und das wunderbunte Vögelchen.

## Verfilmung
- Die Suche nach dem wunderbunten Vögelchen – 1964, Regie: Rolf Losansky (mit Lieselott Baumgarten und Fred Delmare)